# طاقم الطريق

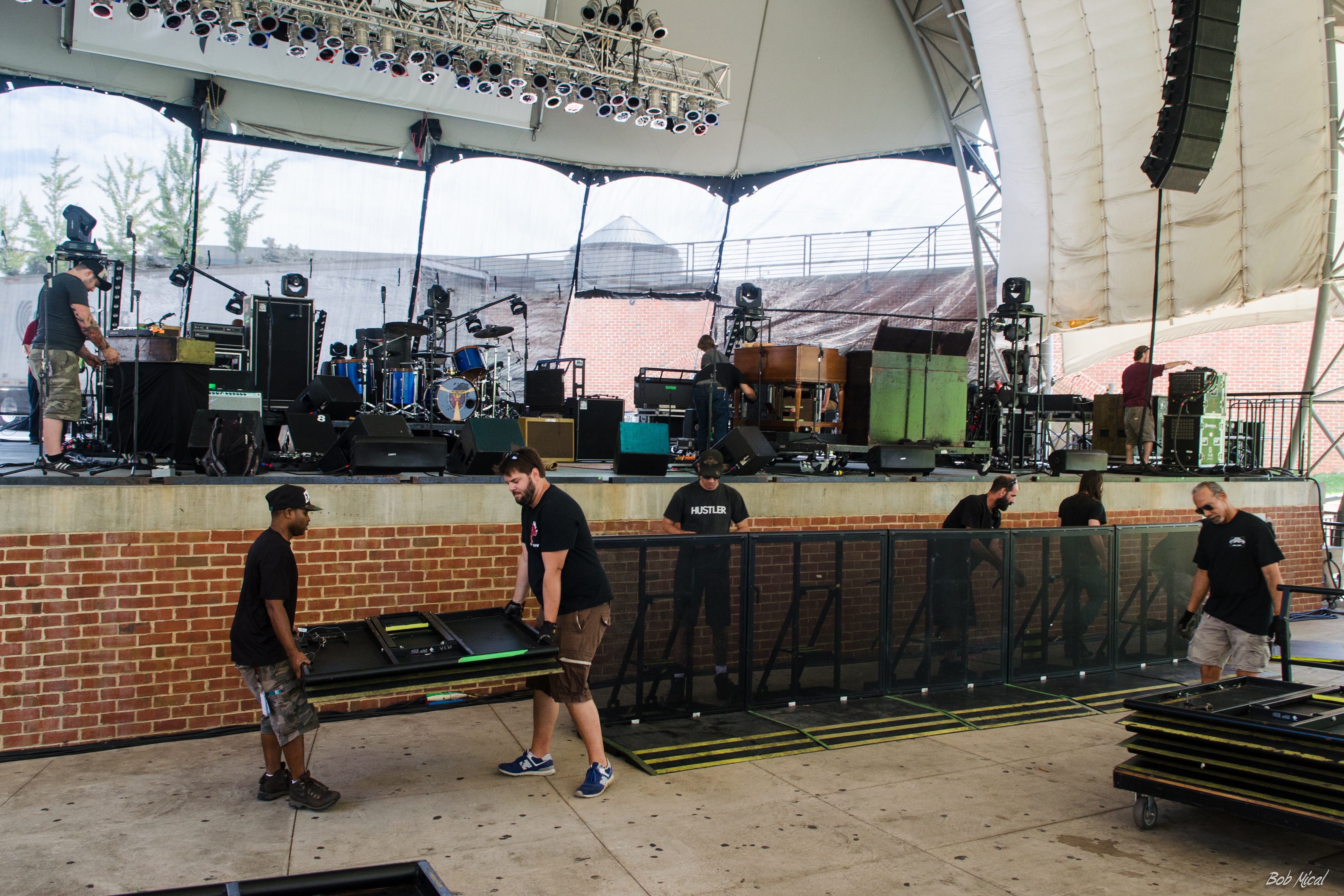

طاقم الطريق (بالإنجليزية: Road crew)‏ هم الفنيون أو موظفو الدعم الذين يسافرون مع الفرقة الموسيقية في جولة يتم خلالها إحياء حفلات موسيقية، عادة يكون ذلك في حافلات مجهزة بمقصورات النوم، حيث يتعاملون مع كل جزء من إنتاج الحفلات باستثناء أداء الموسيقى مع الموسيقيين. وهذا يشمل عدة أشخاص مثل : مدير الجولة ومدير الإنتاج، ومدير خشبة المسرح، ومهندس الصوت و الحراس الشخصيين، وسائق الشاحنة، وغيرهم.